# Oecetis marginata
Oecetis marginata is een schietmot uit de familie Leptoceridae. De soort komt voor in het Australaziatisch gebied.